# Соловьёв, Анатолий Александрович (геофизик)
Анато́лий Алекса́ндрович Соловьёв (род. 19 июня 1979 года) — российский учёный-геофизик, специалист в области геоинформатики. Директор Геофизического центра (ГЦ) РАН (с 2018 года), профессор РАН (декабрь 2015), член-корреспондент РАН по Отделению наук о Земле (октябрь 2016).
В 2002 году окончил Московский государственный институт стали и сплавов по специальности «прикладная математика». В 2005 году защитил кандидатскую диссертацию, тема: «Динамическая кластеризация в решении геофизических задач». Докторская диссертация (2014): «Методы распознавания аномальных событий на временных рядах в анализе геофизических наблюдений».
Автор более 110 статей в научных журналах Web of Science/Scopus, 5 монографий, более 150 тезисов докладов на научных конференциях, а также свыше 40 свидетельств о государственной регистрации интеллектуальной собственности. Большинство работ посвящено разработке серии новых математических методов интеллектуального анализа данных на принципах нечёткой математики. Эти методы нашли обширное применение — в частности, в задачах:
- определения геометрических характеристик магнитного момента аномалеобразующих тел;
- распознавания и пространственно-временного анализа геомагнитной активности;
- автоматизированного распознавания техногенных событий в геомагнитных измерениях;
- моделирования и анализа сигналов главного магнитного поля Земли;
- распознавания сигналов подводных землетрясений и волн цунами на временных рядах вариаций придонного давления воды.

При участии Соловьёва был разработан и опубликован Атлас магнитного поля Земли (отражающий эволюцию поля за период с 1500 по 2010 годы), создано четыре новых геомагнитных обсерватории стандарта Intermagnet на территории России и национальный центр сбора и обработки геомагнитных данных, а также мультидисциплинарная интеллектуальная ГИС по наукам о Земле с пополняемой базой математических методов анализа данных.
Соловьев А.А. с группой учеников являются в нашей стране лидерами в области геомагнитного сопровождения наклонно-направленного бурения скважин. Впервые в РФ он начал внедрять это высокотехнологичное и наукоемкое решение в реальный сектор экономики для усиления эффективности освоения месторождений полезных ископаемых. Им получены научные результаты мирового уровня, обеспечивающие полный цикл геомагнитного сопровождения. Он включает в себя наземную и воздушную высокоточные геомагнитные съёмки, развертывание магнитных обсерваторий, полное описание статического и изменчивого во времени магнитных полей в трехмерной среде и прогноз геомагнитных возмущений. Этот подход обеспечивает прецизионную навигацию буровой колонны, при которой достигается попадание в заданную цель с погрешностью 3 м на расстоянии 15 км от устья скважины. Создана отечественная, импортонезависимая высокоточная модель, позволяющая описывать сложную пространственно-временную структуру магнитного поля Земли как на заданном месторождении, так и в планетарном масштабе. Помимо нефтегазовой отрасли, она востребована для решения широкого спектра задач навигации по магнитному полю Земли и освоения твердых полезных ископаемых.

## Награды
- Медаль ордена «За заслуги перед Отечеством» II степени (2024)[3]
- Премия имени Б.Б. Голицына (РАН, 23 апреля 2024) — за серию работ по теме «Системный геоинформационный анализ геофизических данных для выделения зон повышенной сейсмической опасности, изучения литосферных структур и распознавания аномалий геомагнитного поля»